# Mujezin
Mujezín (tudi mujazín) je hadži oz. njegov pomočnik, ki z mošejskega minareta kličeta muslimanske vernike k molitvi oz. k salatu.
Besedilo poziva (adhana) je: Alah je največji, ni drugega božanstva od Alaha. Mohamed je njegov Prerok. Pridite k molitvi, pridružite se radosti.
Prvi mujezin je bil Mohamedov osvobojeni črnski suženj Bilal.